# Martin Rittsel
Martin Rittsel, född 28 mars 1971 i Växjö, uppvuxen i Södra Sandby utanför Lund, är en före detta svensk proffscyklist. Han toppade i sin karriär på listan över de 50 bästa cyklisterna i världen och hans kanske största merit är hans deltagande i Tour de France år 2000 som en av få svenskar som cyklat Touren. År 2000 vann han också Dunkirks fyradagars. Rittsel tog läkarexamen sommaren 2010 vid Lunds universitet och efter att han gjort sin AT-tjänst (legeturnus) i södra Norge slutförde han ST-utbildningen i Sverige och är numera specialist i allmänmedicin.

## Stall
- 1998 Cantina Tollo - Alexia Alluminio
- 1999 Team Chicky World
- 2000 MemoryCard - Jack & Jones
- 2001-2002 Team CSC-Tiscali
- 2003 Team Fakta